# Marschalkó Konstantin Antal
Marschalkó Konstantin Antal (Kistoronya (Zemplén vármegye), 1752. május 31. – Eger, 1817. április 17.) ciszterci rendi áldozópap és tanár.

## Élete
Pappá szentelték 1786. április 1-jén; gimnáziumi tanár volt 1787-től 1806-ig Egerben; 1806-tól 1816-ig perjel és igazgató ugyanott.

## Munkái
- GratIfICatIo soLennIs et fetIVa; qVae TheophILo abbatI De PILIs aC Pásztó, In sVI beneDICtIone a qVInarIo AgrIae resVrgente CIsterCIo, eXposIta e VoLVtaqVe est XII. AVgstI. Agriae, 1802 (költemény)
- Agriae civitati archi-episcopoli gymnasium regium dicat. Uo. 1804 (költemény)
- ODa LeonIno-sapphICa, absqVe eLLipsI, et sYnaLopeha: IntergrIs FranCiscI SaVerII archIantIstItIs AgrIensIs honorIbVs, a regII AthenaeI AgrIensIs IVVentVtae, In soLenItate festIVae InaVgVratIonIs, XenII Istar DeVote obLata. uo. 1804
- peoma accrosticum excellentissimi, illustrissimi, ac reverendissimi domini Stephani L. B. Fischer, Dei, et apostolicae sedis gratia secundi Agriensium archiepiscopi honoribus, a gymnasio Agriensi devotissime oblatum. Anno 1808. die 16. Februarii. Uo.
- Carmen acrosticum serenissimo primati Carolo Ambrosio, a gymnasio Agriensi devotissime oblatum. Uo. 1809

### Kézirata
- Sacra tiduana exercitia humanistis et syntaxistis Agriensibus data 1798 (a zirci apátság könyvtárában).